# 原麦山丘
原麦山丘（英語：With Wheat）全名为北京麦达人餐饮管理有限公司，是中国的烘焙连锁运营商，由来自台湾的梁庭铨成立，姚天担任CEO、林育玮担任行政主厨。2013年10月31日首间门市于北京市中关村开幕。2017年9月，原麦山丘获得B轮融资，投资方有方和资本、真成投资和阿米巴资本。

## 外部連結
- 原麦山丘官网 （页面存档备份，存于）
- 原麦山丘的新浪微博